# السيح (وادي الفرع)
السيح قرية سعودية، تتبع محافظة وادي الفرع التابعة لإمارة لمنطقة المدينة المنورة. تقع بالقرب من الهندية في جنوب المدينة المنورة، وتبعد عنها قرابة 110كم.

## التاريخ
هي من قرى محافظة وادي الفرع. وهي تقع يمين من الطريق السريع الرابط بين المدينة المنورة ومكة المكرمة

## السكان
هم السحمان من بني عوف من قبيلة حرب ..

## الموقع الجغرافي
تقع جنوب منطقة المدينة المنورة بحوالي 110 كم.
وهي تابعة لمحافظة وادي الفرع.

## المناخ
تتميز المدينة المنورة بمناخ جاف، إذ يسود بها المناخ الصحراوي، والذي يتميز بالجفاف وقلة سقوط الأمطار، ودرجات حرارة عالية تتراوح بين 30° و45° مئوية في فصل الصيف،[55] أما في فصل الشتاء فيكون الجو ممطراً، ويكثر هطول المطر